# Monumento ai caduti del Père-Lachaise
Il Monumento ai caduti del Père-Lachaise nel cimitero omonimo a Parigi è opera del pittore e scultore Paul Albert Bartholomé, inaugurato il 1º novembre 1899, dopo dodici anni di lavori; questo monumento è dedicato a tutti i caduti, senza distinzione di nazionalità.

## Localizzazione

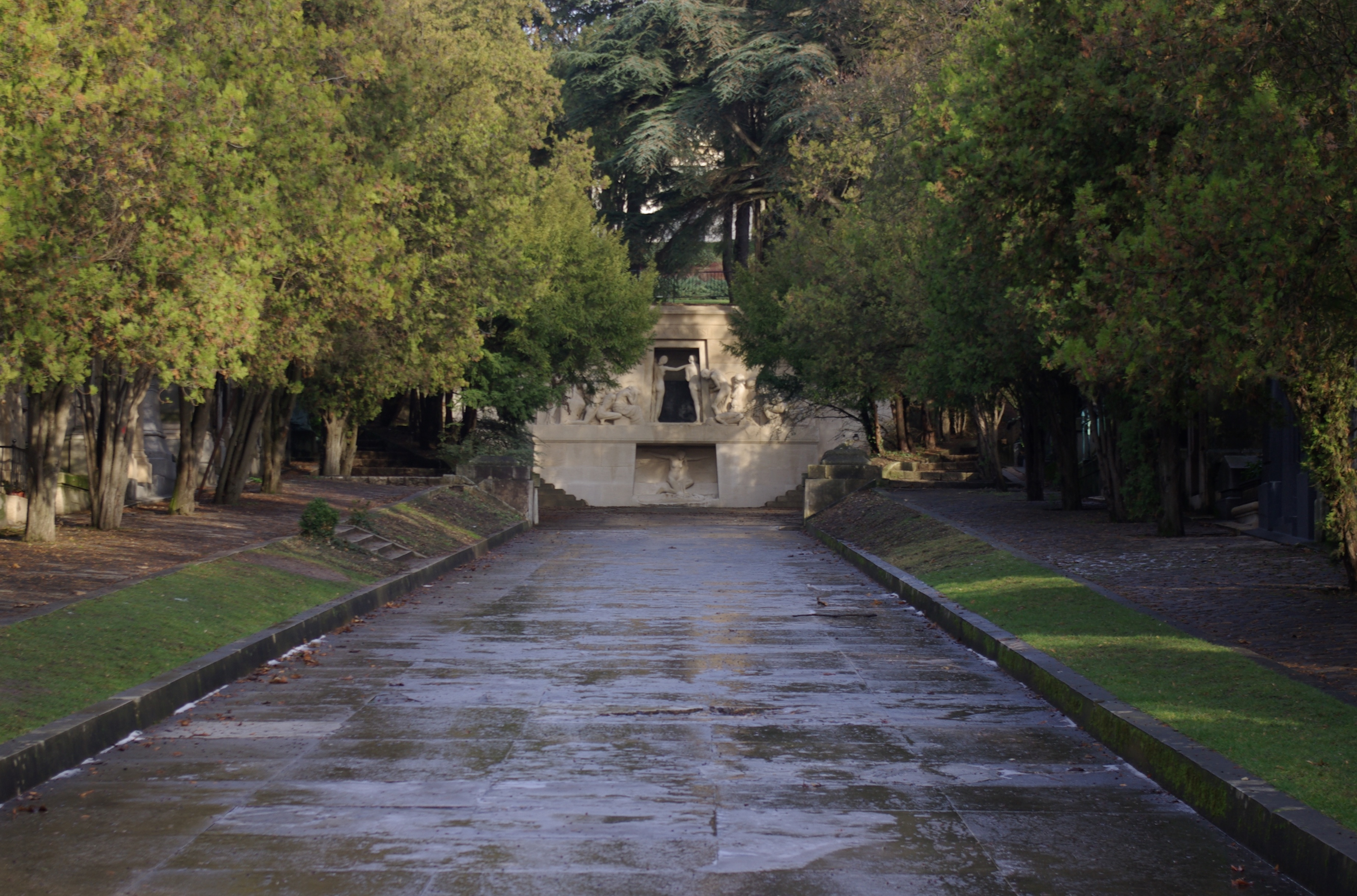
Vista del monumento dalla strada principale.

Il monumento ai caduti si trova all'interno del cimitero del Père-Lachaise. Esso s'inserisce nella prospettiva formata dalla porta principale d'ingresso e la cappella. Il monumento è addossato alla collina; un ossario è stato costruito in seguito (negli anni 1950) sotto la collina che separa il monumento dalla cappella.
L'installazione al Père-Lachaise fu un tempo rimessa in questione. A seguito delle pressioni della corporazione dei marmisti, il Consiglio comunale prese in considerazione l'idea di porre l'opera sulla via pubblica, dietro l'antico palazzo del Trocadéro. La proposta fu infine respinta per tornare al progetto iniziale d'installare il monumento ai caduti nel cimitero.

## Storia

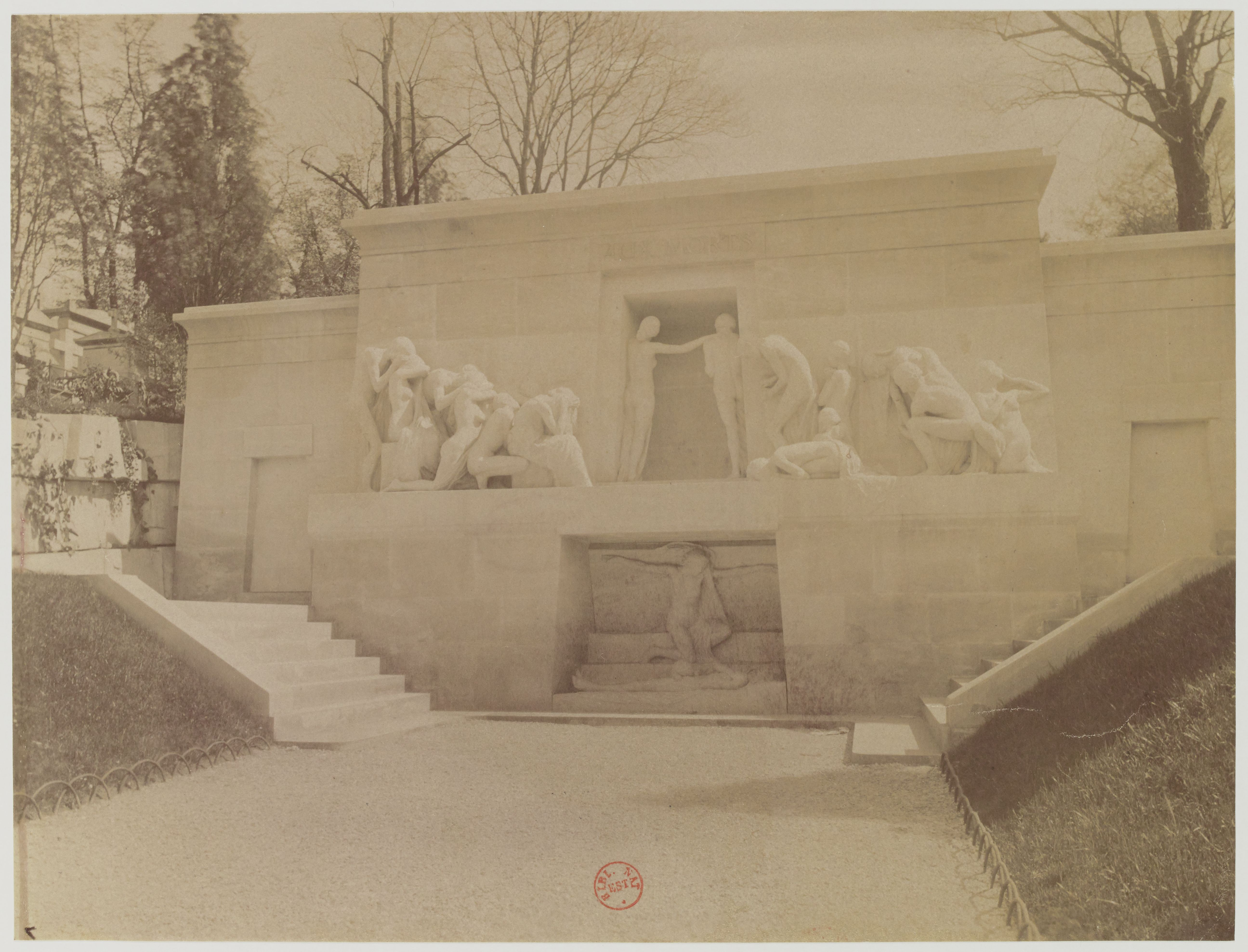
Fotografia del monumento ai caduti, verso gli anni 1898-1901, da parte di Eugène Atget.

Il pittore francese Paul Albert Bartholomé (1848-1928) si dedicò alla scultura alla morte della moglie Prospérie de Fleury (1849-1887) iniziando la realizzazione del monumento ai caduti. Egli presentò il suo progetto al Salon du Champ-de-Mars organizzato dalla Société nationale des beaux-arts dal 25 aprile al 30 giugno 1895. Per decisione del consiglio comunale di Parigi il 3 luglio 1895 e fissato dal 1º agosto 1895, il monumento fu acquisito congiuntamente dallo Stato e dalla città di Parigi, su iniziativa di Raymond Poincaré, allora ministro delle Belle Arti. La proprietà ritornò alla città. 150 000 franchi furono versati allo scultore per l'erezione del monumento in pietra al Père-Lachaise. Lo Stato versò 100 000 franchi e la città di Parigi saldò con 50 000 franchi l'acquisto della materia prima e i costi d'installazione al Père-Lachaise.
Il modello in gesso del Salone del 1895 fu deposto al Museo di belle arti di Marsiglia a seguito di un decreto del 24 giugno 1899 prima di ritrovarsi al Museo delle Belle Arti di Lione.
Dopo dodici anni di lavori il monumento fu inaugurato il 1º novembre 1899 senza cerimonie ufficiali ma in presenza d'un centinaio di persone invitate da Bartholomé, fra le quali il prefetto della Senna, Justin Germain Casimir de Selves, il presidente del consiglio comunale di Parigi, Pierre Baudin, il direttore delle Belle Arti, Henry Roujon e l'architetto Jean Camille Formigé.
Lo storico Rémi Dalisson lo classifica tra i rari monumenti pacifisti ai caduti dei memoriali della guerra del 1870, poiché era il primo edificio che onorava la memoria dei combattenti dei due campi. Esso indicava per altro che l'inaugurazione del 1899 ebbe luogo di fronte a 90 000 persone.
Frammenti del monumento furono esposti al Salon du Champ-de-Mars nel 1897 e all'esposizione universale di Liegi del 1905.
Il monumento ai caduti fa parte della seconda serie di protezione ai monumenti storici di cui beneficerà il Cimitero di Père-Lachaise. La prima serie, per decreto del 21 marzo 1983, ha consentito l'iscrizione dell'insieme dei monumenti funerari costruiti prima del 1900 nella parte romantica del cimitero. L'opera di Bartholomé, con altri monumenti, è classificata da un decreto del 14 novembre 1983.

## Descrizione
Il monumento Aux morts è un monumento semplice e massiccio in pietra di Euville che misura 8 metri di altezza e 14,10 di ampiezza. Al modello esposto nel 1895, Bartholomé aggiunse due ali per adattare il monumento al luogo ov'era installato.
Sul Journal des débats politiques et littéraires, lo storico dell'arte André Michel descrisse il modello in gesso presentato al Salone del 1895:

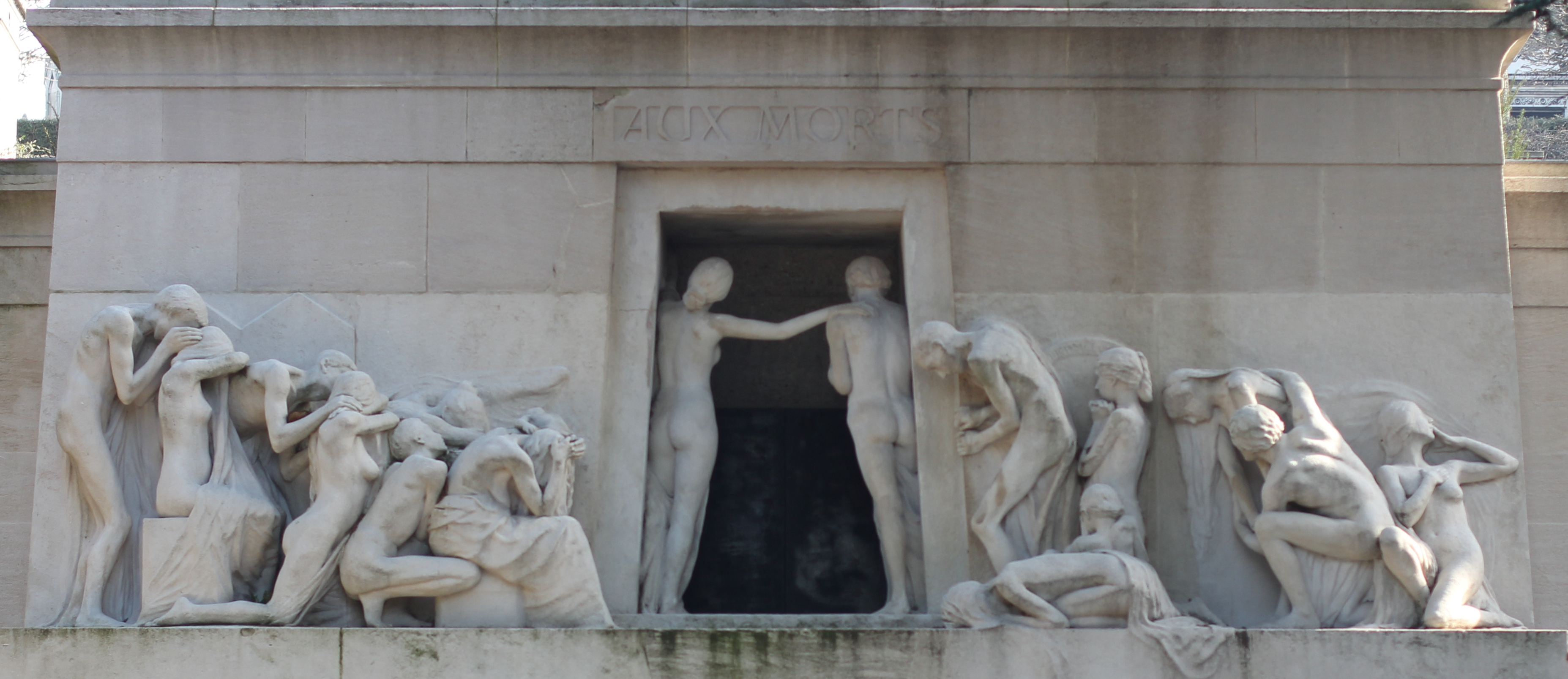
Parte superiore del monumento.

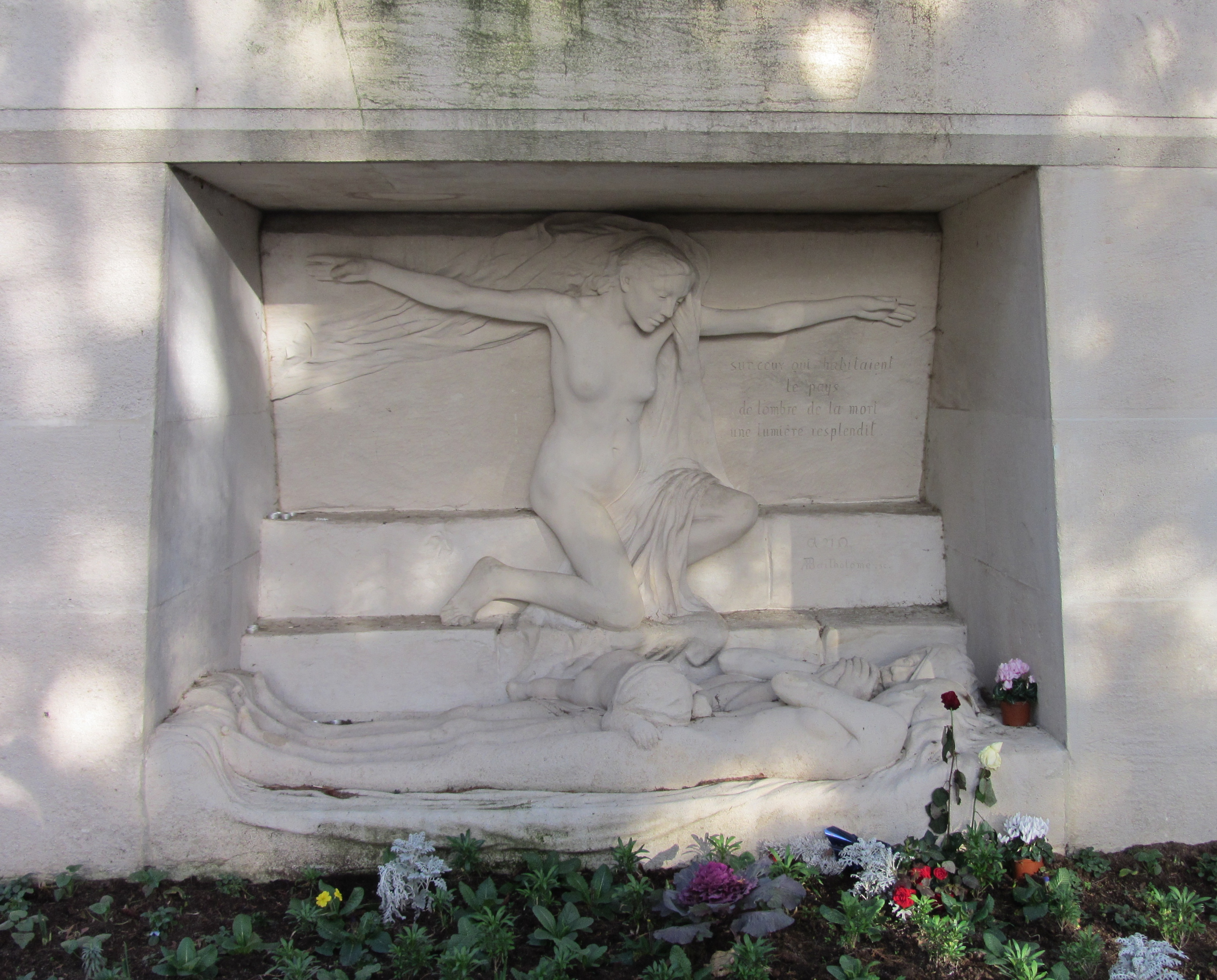
Parte inferiore del monumento.

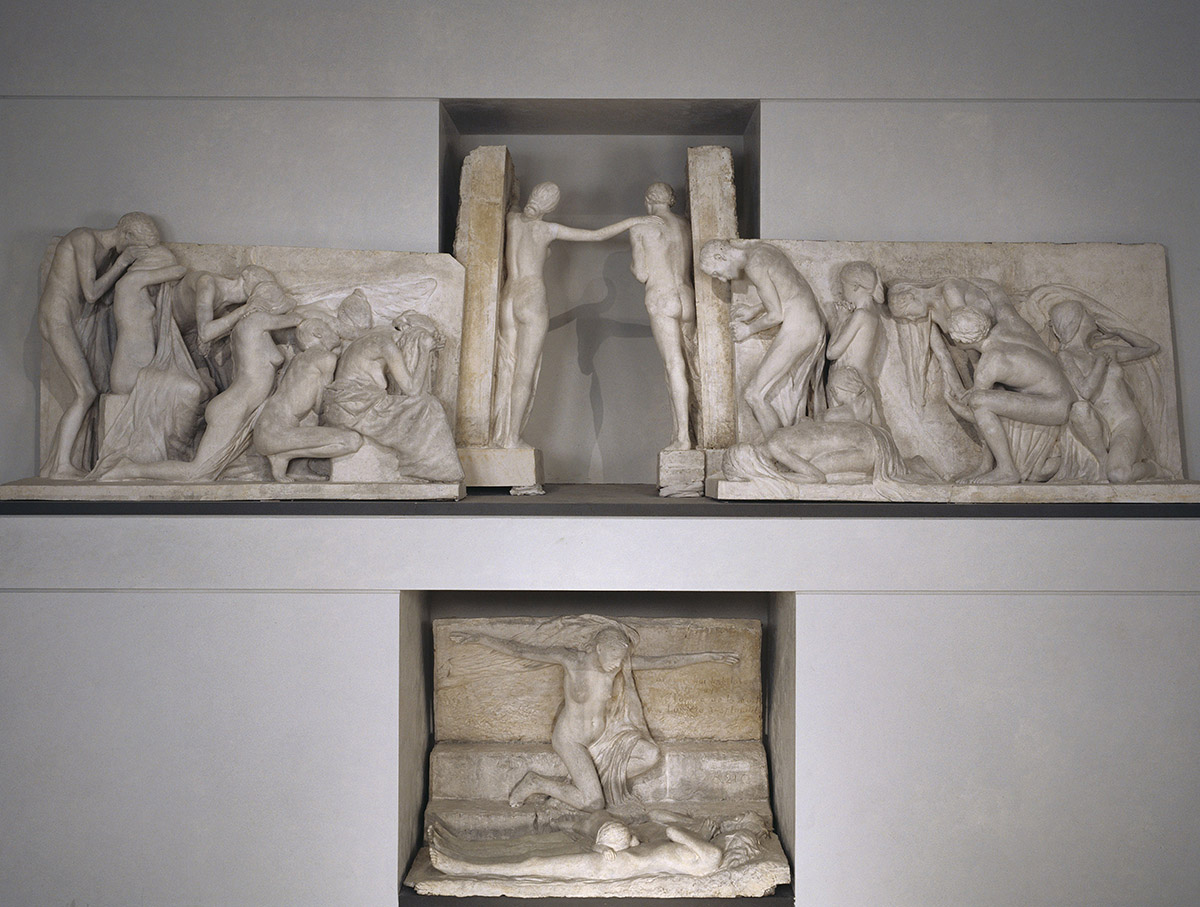
Modello in gesso per il cimitero del Père-Lachaise, conservato presso il Museo delle belle arti di Lione.

— A sinistra, e seguendo una linea ascendente, una donna è seduta, i capelli sciolti, la fronte nelle sue mani contratte, portanti sulla sua spalla nuda il suo lattante inanimato; dietro a lei, una giovane ragazza s'appoggia, debole, al muro e un giovane uomo, accovacciato, trema di angoscia; una donna inginocchiata, delle sue due braccia violentemente incrociate si fa una benda per non vedere la porta scura vicino a lei; la mano teneramente appoggiata sulla sua spalla, il suo compagno le dà un ultimo bacio; — appoggiati l'uno sull'altro, in un ultimo gruppo, i loro volti nascosti dalle loro braccia nude e le loro mani supplicanti, due altri sfortunati attendono l'inesorabile morte.
— E dall'altra parte, seguendo una linea discendente, una teoria così fa pendant a questa. È un uomo vacillante che, con le sue due mani, s'aggrappa al bordo della porta di cui sta per varcare la soglia; una donna, inginocchiata, — ripiegata su sé stessa e prosternata, la faccia verso terra, una vergine, le mani giunte in una muta e ardente contemplazione, un bambino, le cui magre spalle sono come scosse dall'orrore — e un po' più lontano, una donna dai lunghi capelli sfatti, soccombente sotto il fardello del suo sconforto, sostenuta dalla stretta fraterna di un amico; — una giovane ragazza, al momento di avviarsi sulla via dolorosa, si volta improvvisamente e, un ginocchio a terra, il suo bel dorso raddrizzato, manda, dalle sue dita, unite sulle sue labbra ancora sorridenti, un bacio fervente al caro passato che lascia, un supremo addio alla vita. Ciascuna di queste figure porta con sé il proprio sudario e il drappeggio, sempre semplice e ampio, accompagna e prolunga con le sue ondulazioni e le sue pieghe cadenti, la dolcezza, la rassegnazione, la tristezza e la bellezza dei gesti che traducono per gli occhi i sentimenti della povera anima umana di fronte al mistero tragico della morte.
— Ma una coppia è entrata nella camera e, rasente ai due lati la parete dello stretto corridoio, sprofonda nell'ombra che già l'avvolge; — l'uomo è passato per primo e la sua compagna, con un gesto delizioso di abbandono, di dolce appello, di tenerezza accarezzante, s'appoggia sulla sua spalla e pare più confidente, quasi gioiosa, ora che ella è unita nell'aldilà con colui che ama, — più rassicurata, in ogni caso, che la folla di coloro che, di fuori, attendono nell'ignoranza e nell'angoscia.
— Al di sotto, al centro del basamento massiccio che sostiene questa scena, è tagliato un ampio vano; sotto l'arco ribassato di una tomba, un uomo e una donna sono stesi fianco a fianco, le loro quattro mani unite e i loro visi ravvicinati — un bambino è come gettato attraverso i loro due corpi — inginocchiato sopra di loro, una figura radiosa apre, come per un grande sviluppo, le sue due braccia distese; su coloro che erano discesi nel paese delle ombre, risplende una luce. 
Il monumento comporta tre serie d'iscrizioni. Sulla parte superiore figura l'iscrizione: AUX MORTS. Le due altre iscrizioni si trovano nella parte inferiore.
Su coloro che abitano

il paese

delle ombre della morte,

risplende una luce.
e
a 21 O

A. Bartholomé. scultore
ove 21 corrisponde al numero di figure scolpite sul monumento.

## Accoglienza dell'opera

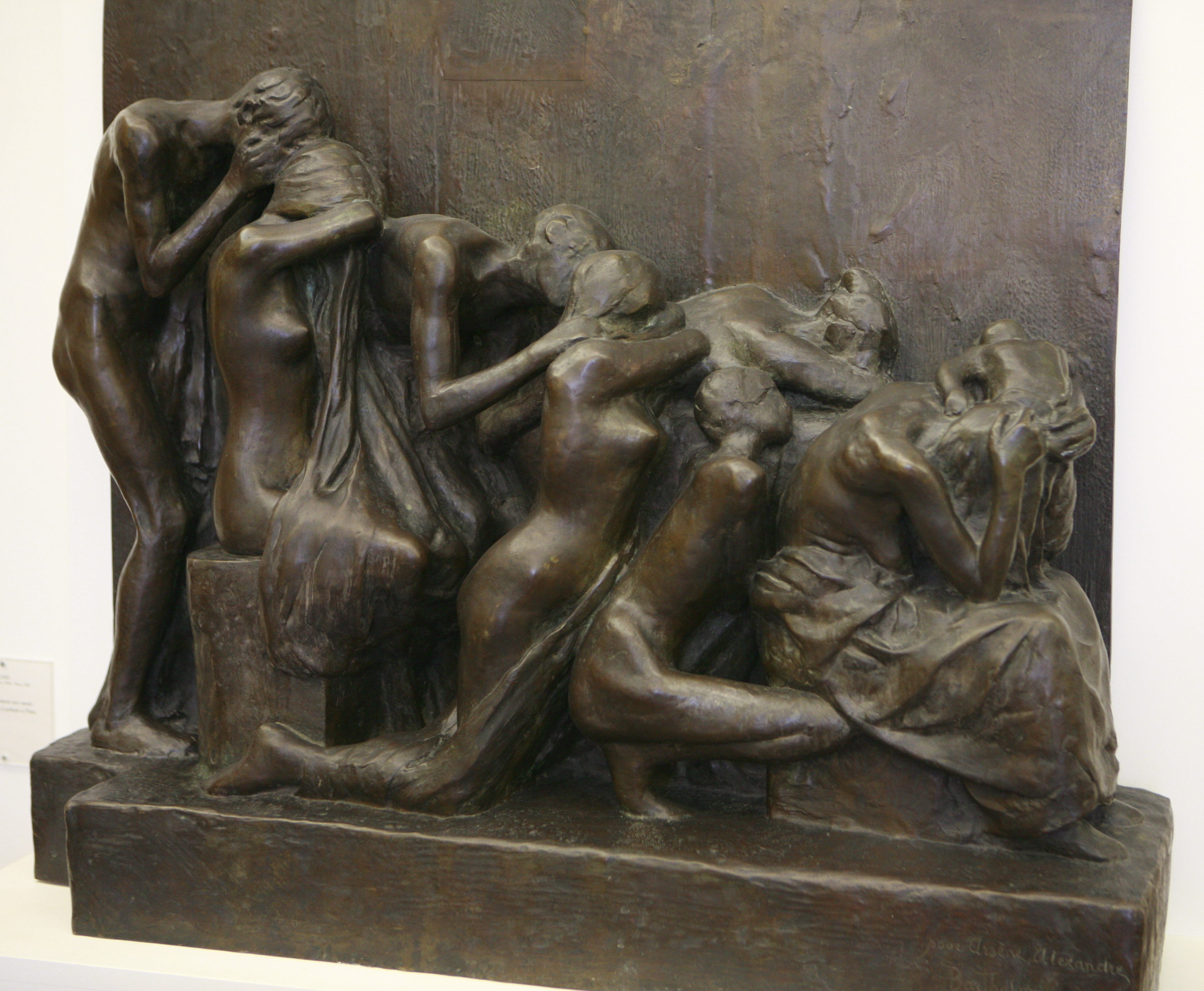
Les Pleureuses al Museo delle belle arti di Brest

Dalla sua inaugurazione, il monumento è stato così salutato dalla stampa: 
 per Le Petit Parisien, 
 per Le Matin, 
 per Le Figaro, 
 per il Journal des débats politiques et littéraires.
La Croix rimproverò al monumento il suo carattere laico («…questo ammasso di cose pagane ha un triste effetto alla porta d'un cimitero ove tanti battezzati attendono la resurrezione») e vi lesse «… poesie desolanti [che] gridano il niente e non hanno alcun riflesso dell'anima immortale».
All'indomani della sua inaugurazione, i Parigini che si recavano abitualmente in massa al cimitero del Père-Lachaise per il giorno di Tutti i Santi erano 60 000 a scoprire il monumento. 
Per lo storico dei cimiteri presso la città di Parigi, Christian Charlet, il monumento era all'inizio del XXI secolo il luogo di commemorazione più importante della capitale, prima dell'arco di trionfo di Parigi.
La notorietà dell'opera ha comportato una commercializzazione di copie o di frammenti. Così si ritrovano numerosi esemplari in gesso, bronzo e pietra, numerosi studi e frammenti del monumento. Se ne trovano in diversi musei: Museo delle belle arti di Brest, Museo d'arte moderna André Malraux ad Havre, Museo delle belle arti di Lione, Museo d'Orsay, Art Institute of Chicago, Collezioni nazionali di Dresda.

### Galleria d'immagini

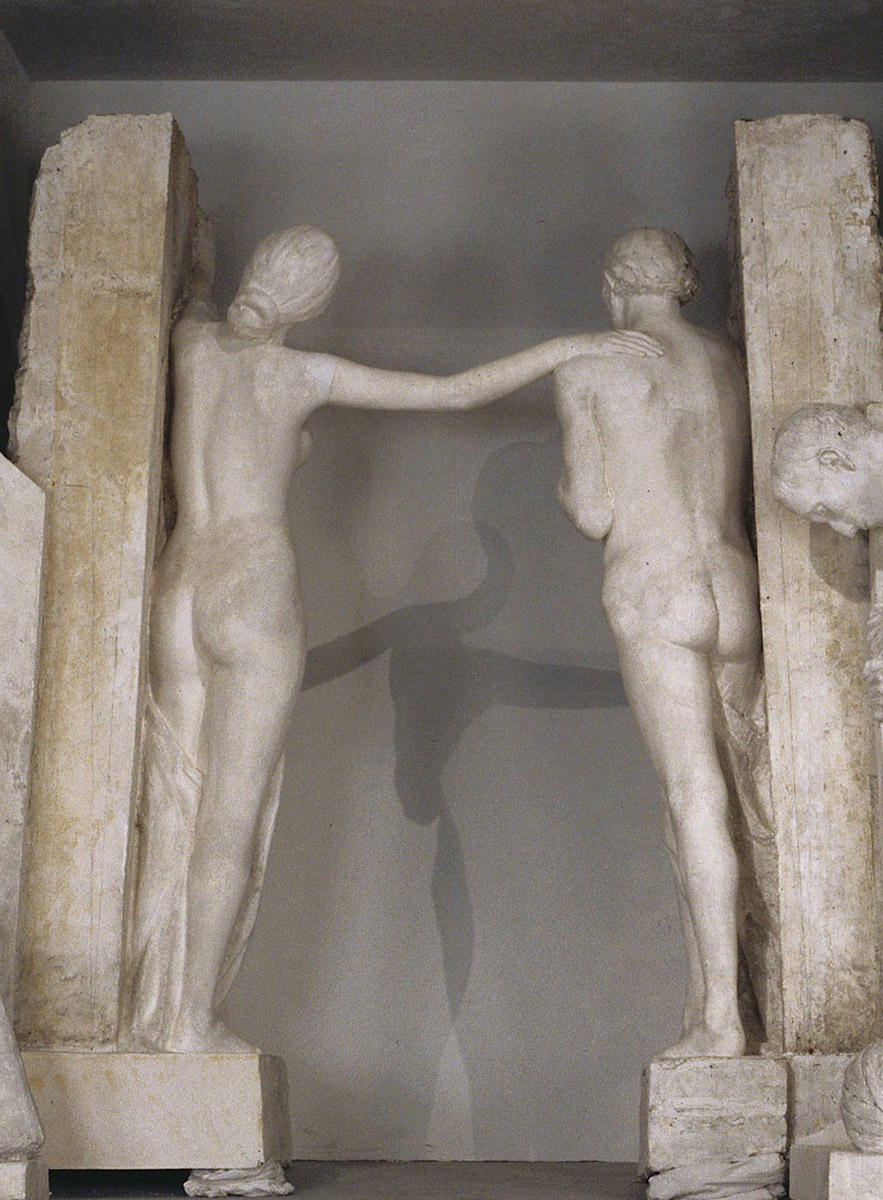
La coppia, simbolo dell'umanità, che passa la porta della notte eterna, Museo delle belle arti di Lione.
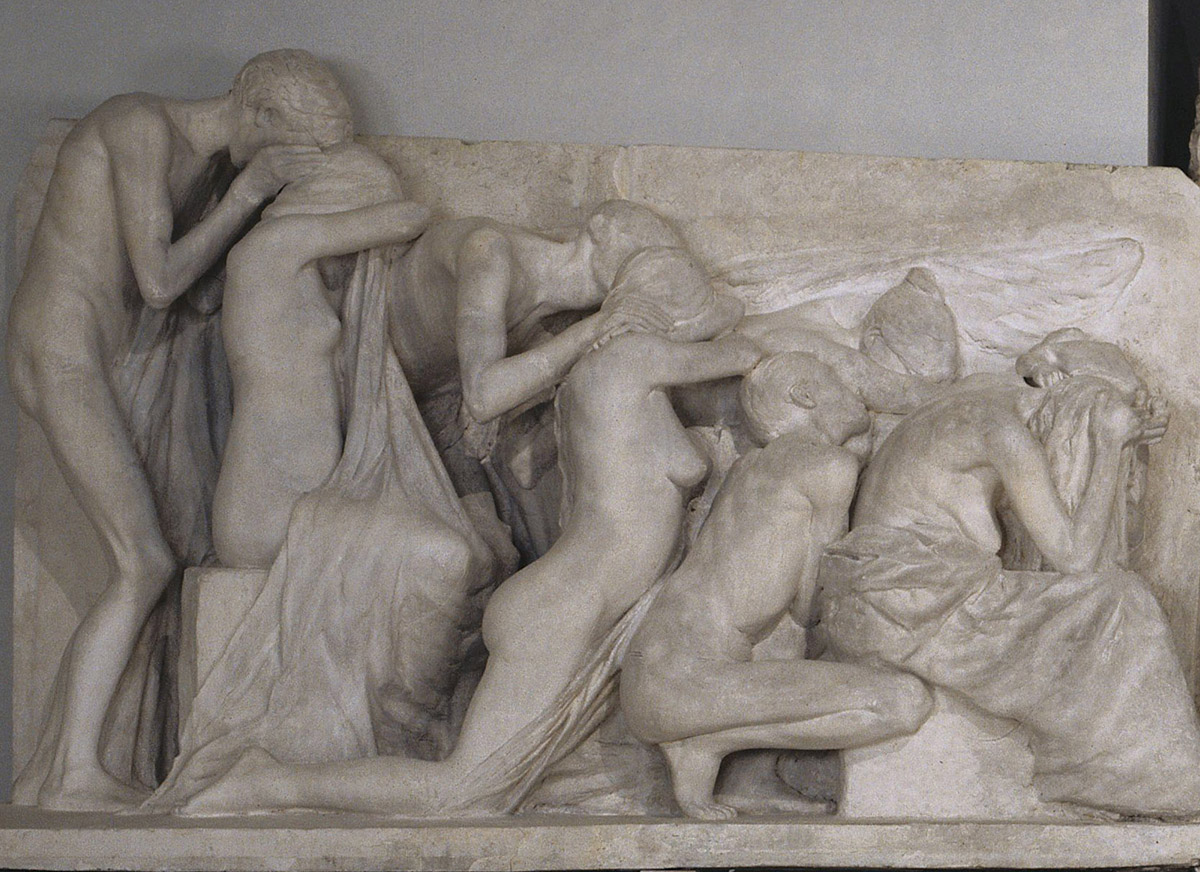
Primo gruppo delle sette figure che esprimono «la protesta dell'essere contro la distruzione finale», Museo delle belle arti di Lione.
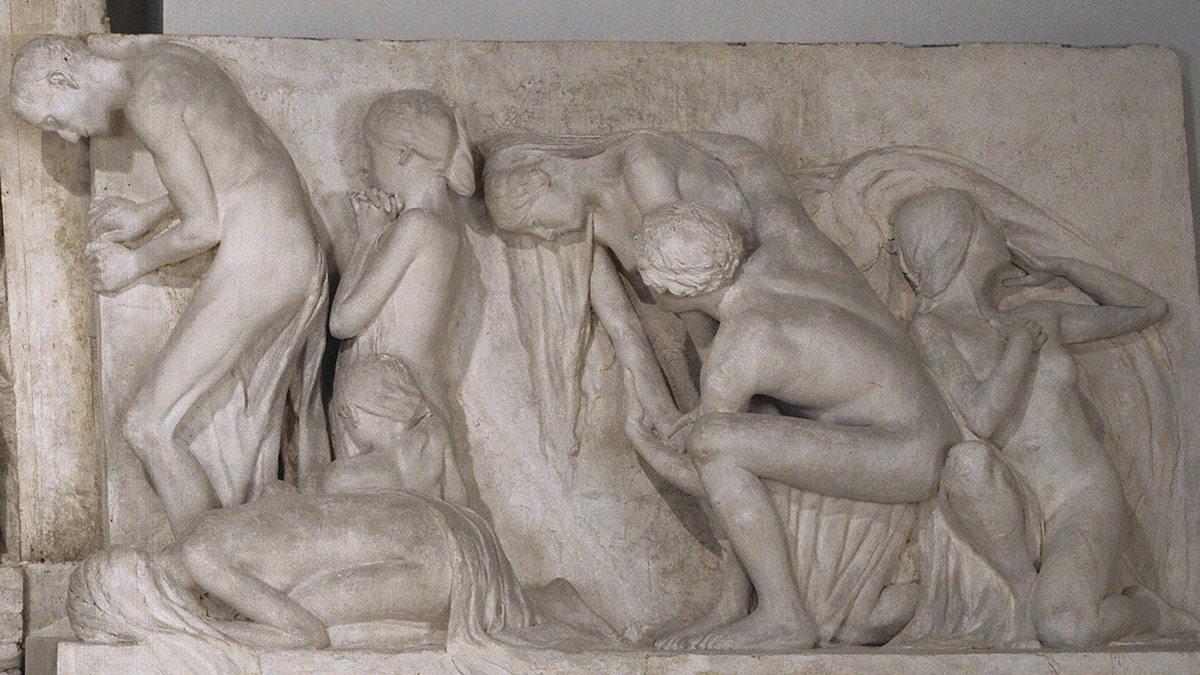
Secondo gruppo delle sette figure che esprimono «la protesta dell'essere contro la distruzione finale», Museo delle belle arti di Lione.
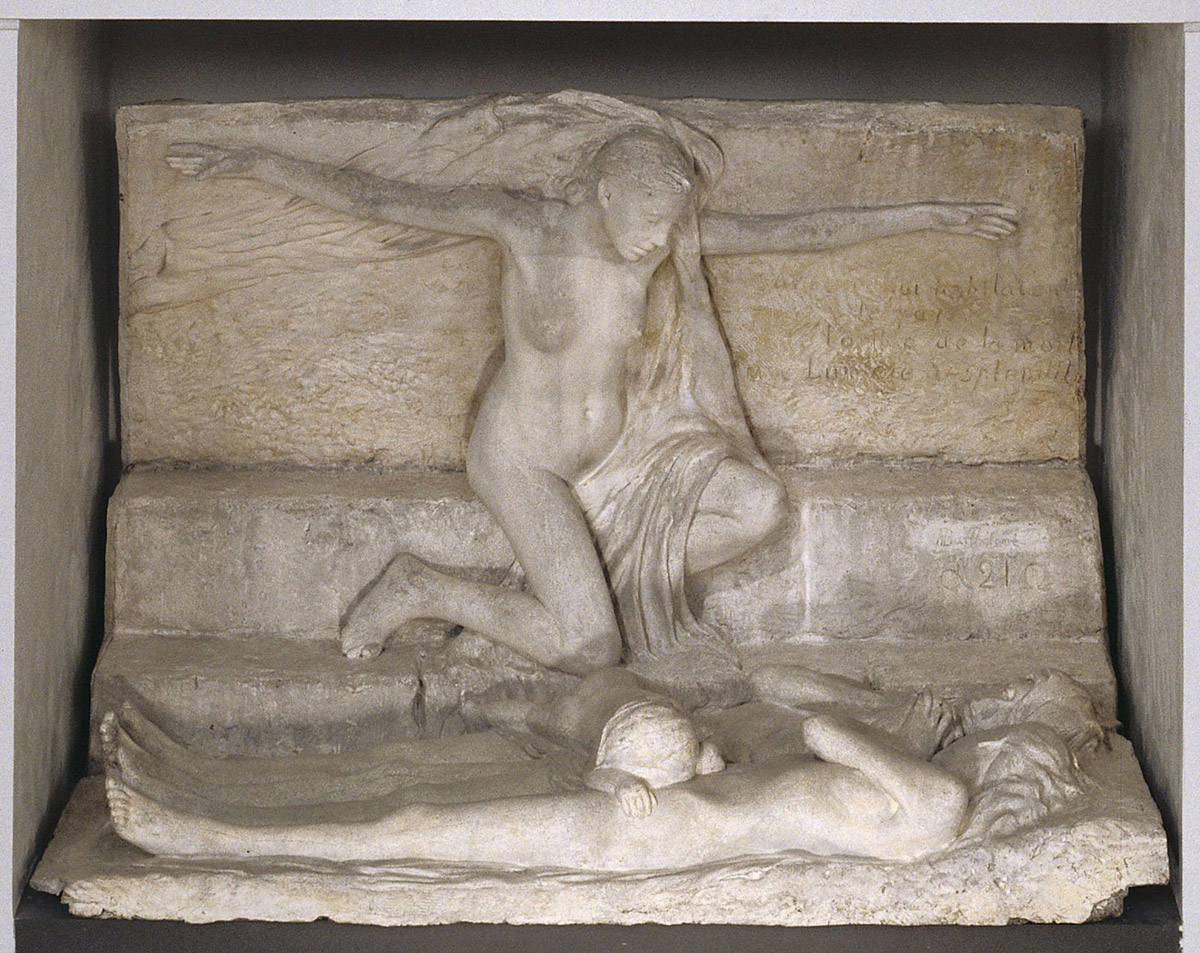
Giovane donna incarnante «Lo Spirito di vita e di luce», Museo delle belle arti di Lione.